# Riccardo Morandi

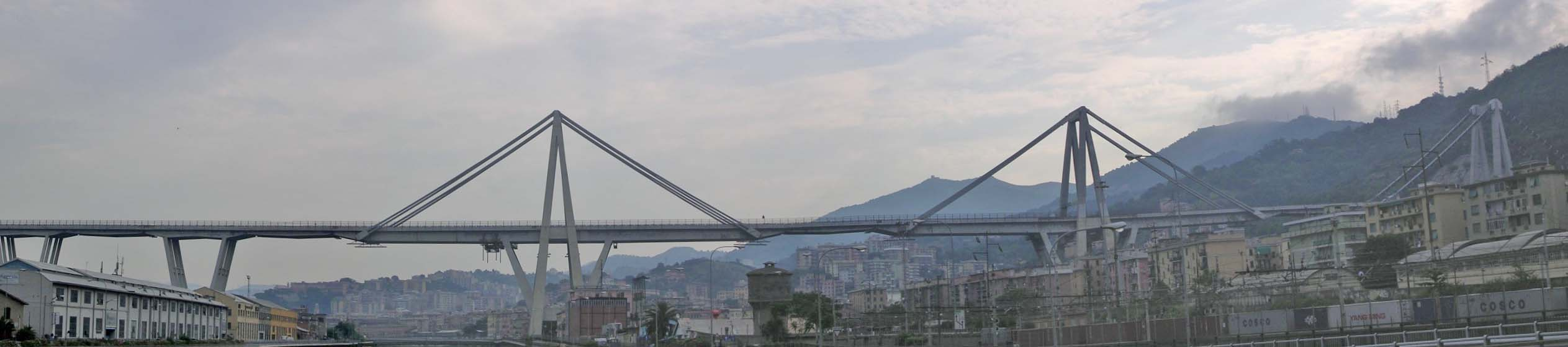
Morandibron, Genua i Italien, rasade 2018

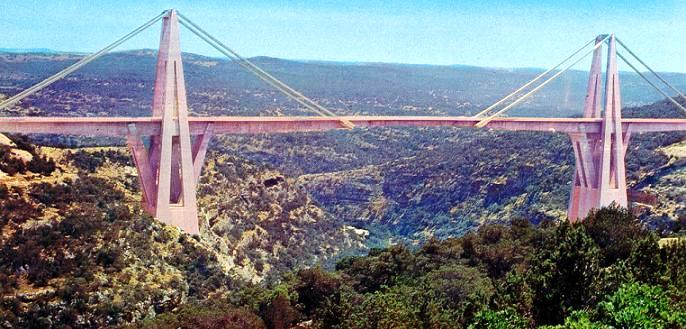
Wadi el Kuf-bron i Libyen, avstängd 2017 av säkerhetsskäl

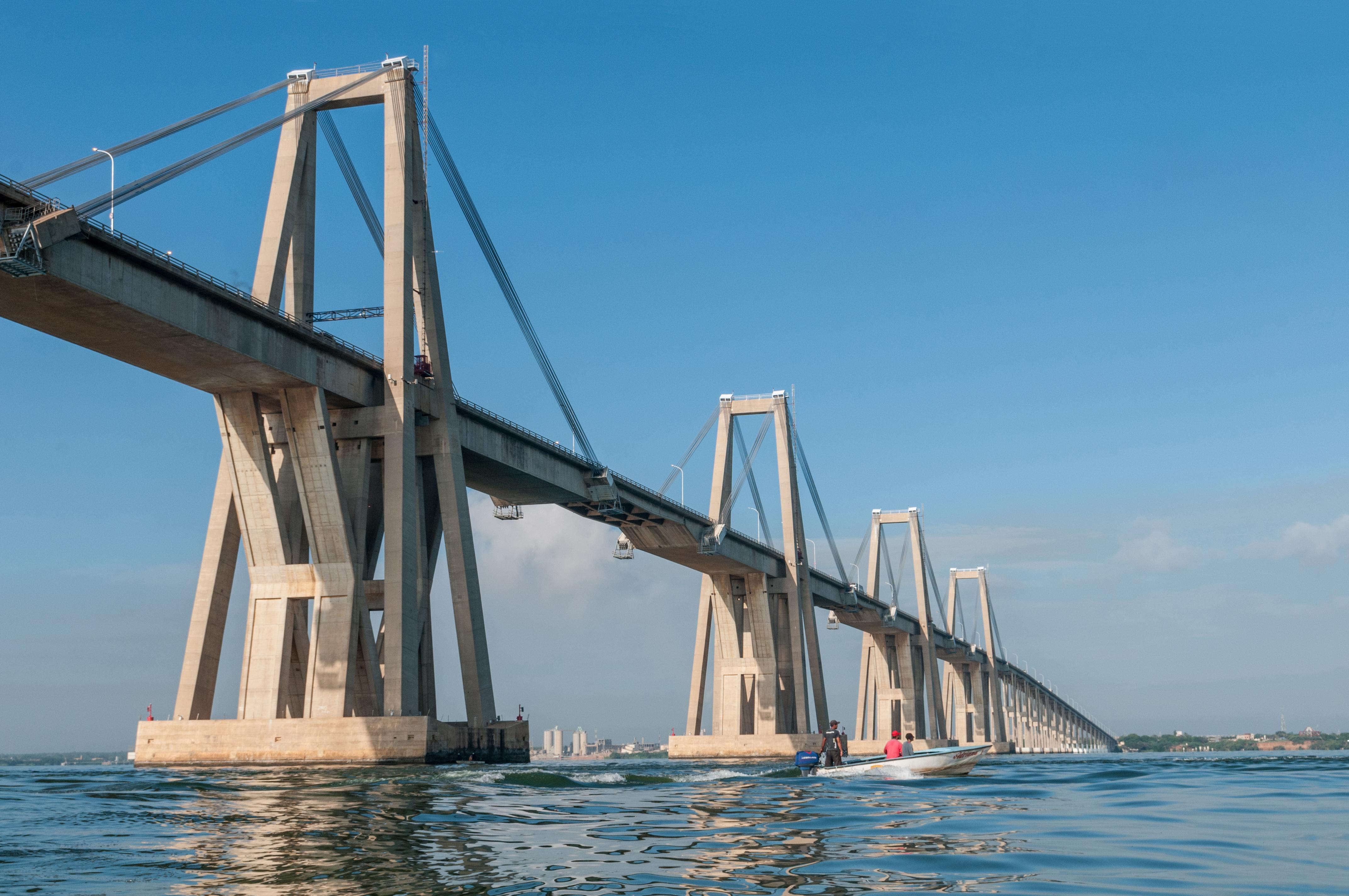
General Rafael Urdaneta-bron i Venezuela

Riccardo Morandi, född 1 september 1902 i Rom, död 25 december 1989, var en italiensk ingenjör. Han konstruerade Morandibron i Genua, som hade namn efter honom, och som rasade 14 augusti 2018.
Riccardo Morandi avlade ingenjörsexamen 1927 och arbetade därefter med byggande i armerad betong i jordbävningsdrabbade områden i Kalabrien. Han öppnade en egen konstruktionsfirma i Rom och började konstruera framförallt broar i förspänd betong. Dessa broar har senare uppvisat svagheter och uppfattades som kontroversiella också före Morandibrons katastrofala sammanbrott.
Han undervisade i brobyggnad vid Universitetet i Florens och universitetet La Sapienza i Rom.

## Verk i urval
- Paul Sauer-bron, Östra Kapprovinsen, Sydafrika, 1956
- Amerigo Vespucci-bron, Florens, Italien, 1957
- Fiumarella-viadukten, Catanzaro, Italien, 1960
- Kinnairdbron, Kanada, 1960
- Morandibron, Genua, Italien, 1967, rasade 2018
- Wadi el Kuf-bron, Libyen, 1971, stängd av säkerhetsskäl 2017
- Carpinetobron, Potenza, Italien, 1973
- Puente Pumajero, Magdalenafloden, Colombia, 1974
- General Rafael Urdaneta-bron, Maracaibosjön, Venezuela, 1962
- Puente de la Unidad Nacional, Guayasfloden, Guayaquil, Ecuador, 1970